# Bùi Văn Tâm
Bùi Văn Tâm (sinh năm 1957), là một sĩ quan cấp cao trong Quân đội nhân dân Việt Nam, hàm Trung tướng, nguyên là Bí thư Đảng ủy, Chính ủy Học viện Quốc phòng

## Thân thế và sự nghiệp
Trước năm 2011, là Cục trưởng Cục Chính trị thuộc Học viện Quốc phòng
Năm 2011, là Phó Chính ủy Học viện Quốc phòng
Năm 2014, giữ chức Bí thư Đảng ủy, Chính ủy Học viện Quốc phòng
Năm 2018, ông nghỉ hưu.

## Lịch sử thụ phong quân hàm
| Quân hàm | Tập tin:Vietnam People's Army Major General.jpg | Tập tin:Vietnam People's Army Lieutenant General.jpg |  |  |  |  |  |  |  |  |
| Cấp bậc  | Thiếu tướng                                     | Trung tướng                                          |  |  |  |  |  |  |  |  |
|          |                                                 |                                                      |  |  |  |  |  |  |  |  |